# La taverna della Giamaica
La taverna della Giamaica (Jamaica Inn) è un film del 1939 diretto da Alfred Hitchcock.
La pellicola, che segnò l'esordio dell'attrice irlandese Maureen O'Hara, è tratta dal romanzo Jamaica Inn di Daphne Du Maurier (1936).

## Trama
Epoca: inizio diciannovesimo secolo. Luogo: le coste della Cornovaglia.
La Taverna della Giamaica è un covo di pirati che di notte attirano con segnali luminosi le navi di passaggio facendole naufragare contro gli scogli e poi le saccheggiano.
Mary Yellen, una giovane irlandese rimasta orfana, lascia l'Irlanda per raggiungere in Cornovaglia la zia Patience che vive, insieme al marito Joss, nella Taverna della Giamaica.
Il vetturino che guida la diligenza, sulla quale sta viaggiando, si rifiuta di fermarsi nel luogo indicato dalla ragazza e la scarica di fronte all'abitazione del giudice di pace della contea: lei non si perde d'animo e chiede un cavallo per raggiungere la taverna.
Il giudice, sir Humphrey Pengallan, colpito dall'avvenenza della giovane, le procura il cavallo e l'accompagna personalmente alla taverna; ha poi un incontro riservato con Joss da cui appare evidente che è lui l'informatore e la mente della banda.
Mary trova ad accoglierla un luogo sperduto e sinistro, frequentato da individui loschi; i modi del marito della zia appaiono scortesi e poco rassicuranti.
Dalla stanza da letto, in cui si è ritirata, assiste ad una scena agghiacciante: i fuorilegge stanno per impiccare uno di loro, accusato di essersi appropriato di una somma di denaro.
Coraggiosamente taglia la corda dell'impiccato in tempo per salvargli la vita. Con il giovane, di nome Jem, fugge per sottrarsi all'inseguimento e alla vendetta dei contrabbandieri. Chiede di nuovo protezione a sir Pengallan e al magistrato il giovane rivela la propria identità: è un ufficiale della marina inglese mandato a investigare sui misteriosi naufragi e infiltratosi in incognito nella banda.
Sir Pengallan finge di collaborare e insieme a Jem si reca alla taverna. Facendo il doppio gioco prepara l'ennesimo saccheggio: informa Joss del passaggio della nave di un capitano, ospite alla sua tavola proprio quella sera stessa.
Mary prima tenta inutilmente di convincere la zia Patience ad abbandonare il marito e a mettersi in salvo, poi, informata del nuovo saccheggio, cerca di sventarlo e ci riesce, issando sul pennone del faro la bandiera in fiamme. I banditi l'aggrediscono ma Joss la salva. Benché mortalmente ferito da un altro bandito, la porta via su un carretto verso la taverna. La moglie accoglie Joss e Mary, ma improvvisamente anche lei è raggiunta da una pallottola: sir Pengallan, venuto a rapire Mary, l'ha voluta toglier di mezzo. Joss muore pronunciando il nome della moglie. Pengallan costringe la ragazza a seguirlo a Plymouth e ad imbarcarsi sul postale, diretto in Francia a Saint-Malo.
Nel frattempo Jem è riuscito a fuggire dalla taverna ed è andato a chiedere aiuto alla guarnigione militare della contea: prima fa arrestare i membri della banda e poi sulle tracce di Sir Pengallan raggiunge con sei uomini di scorta il porto di Plymouth. Fa circondare l'imbarcazione dagli uomini armati. Sir Pengallan, considerandosi ormai perduto, si inerpica sull'albero maestro e dalla sommità si precipita nel vuoto andandosi a schiantare sul ponte della nave.

## Produzione
La Taverna della Giamaica fu girato tra l'inizio di settembre e la metà di ottobre dell'anno 1938; la prima in Gran Bretagna si ebbe il 20 maggio 1939.
Prima di partire per l'America, Hitchcock ricevette un'allettante offerta dall'attore Charles Laughton e dal produttore tedesco Erich Pommer. Essi avevano fondato una casa di produzione la "Mayflower" e gli offrirono un contratto molto vantaggioso per la riduzione cinematografica di un romanzo di Daphne Du Maurier a condizione che ad interpretarlo fosse lo stesso Charles Laughton. Hitchcock pensava già di portare sullo schermo un altro romanzo della stessa autrice, Rebecca, la prima moglie, del quale aveva già acquistato i diritti il produttore David O. Selznick, con cui Hitchcock era in attesa di firmare il contratto a Hollywood, perciò girare un film come Jamaica Inn avrebbe rafforzato il rapporto con Selznick.
Hichcock stesso non riuscì ad amare questo film: aveva trovato Erich Pommer e Charles Laughton due uomini estremamente difficili. Laughton fermava per ore le prove perché non trovava la mimica adatta, la camminata o la posizione, esasperando il regista.
Inoltre il personaggio del giudice di pace interpretato da Laughton sarebbe dovuto apparire solo alla fine del film, dovendosi tenere in disparte in quanto mente della banda. Hitchcock, intervistato da Truffaut, definisce il progetto del film «...un'impresa assurda...», e dichiara: «...ero talmente disperato...l'ho girato lo stesso ma non ne sono mai stato soddisfatto».

## Distribuzione
La realizzazione dei manifesti del film per l'Italia fu affidata al pittore cartellonista Carlo Ludovico Bompiani.

## Critica
Il film fu accolto in modo negativo: dopo il grande successo di La signora scompare fu considerato una delusione.
Così commentavano i giornali dell'epoca:
- «Un giallo da pochi soldi...» (Film Weekly di Londra, 20 maggio 1939)
- «Non sarà ricordato come un film di Hitchcock ma come un film di Charles Laughton» (The New York Times, 12 ottobre 1939)
- «...stranamente noioso e poco ispirato...un melodramma manierato e altamente lezioso.» (New York Herald Tribune, 12 ottobre 1939)

Malgrado le critiche sfavorevoli, fu un grande successo commerciale che ricompensò la piccola casa di produzione.
Rohmer e Chabrol scrissero: «...qualche immagine brutale e divertente resta ancora viva nella nostra memoria: la protagonista che libera dal capestro il corpo di un impiccato, un pirata che fischietta una mazurka mentre si pulisce il coltello sulla camicia, la carretta che attraversa la brughiera e soprattutto la caduta di Sir Humphrey sul ponte della nave: vent'anni prima di Max Ophüls, la macchina da presa precipita dall'alto di un albero maestro e - così pare - si schiaccia al suolo».
Nel 1978 il film è stato inserito nella lista dei 50 peggiori film di sempre nel libro The Fifty Worst Films of All Time.

## Curiosità
La figura e l'abbigliamento del personaggio interpretato da Charles Laughton hanno ispirato il personaggio del postiglione nella versione disneyana di Pinocchio (1940).